# 全国発売競走
全国発売競走（ぜんこくはつばいきょうそう）とは、公営競技において、競走が開催されている公営競技場以外の場所で発売される競走のことである。

## 中央競馬の全国発売競走
中央競馬において、日本全国の競馬場や場外勝馬投票券発売所（ウインズ）で発売される競走のこと。現在では一部ウインズ等を除き、中央競馬の全競走の馬券を購入できる。

### グレード制導入以前
1983年までは八大競走のほか中山大障害や宝塚記念、安田記念、ジャパンカップ、エリザベス女王杯、高松宮杯などごく限られた格が高いとされている一部重賞競走のみが全国発売であり、関東馬と関西馬が混ざって走るのもこのような競走に限られていた。八大競走以外の競走も本格的に全国発売となったのは1970年代中盤以降とかなり遅い。全国発売といっても1983年に場外締切が本場の10分前に短縮されるまでは本場以外の投票締め切り時刻は発走の1時間以上前である事が多く、特に設備整備が遅れた北海道地区は2時間以上前に締め切られる事があった。当然場外においては対象競走のパドックや本馬場入場が行われる頃には投票が締め切られており、パドックや本馬場入場を参考とした馬券購入はできなかった。

### 全重賞全国発売へ
1984年以降は重賞競走は原則全国発売（グレード制の対象外となったアラブ系競走・障害競走の重賞を除く）となった。

### メイン競走の東西相互発売→特別3競走全国発売→全競走全国発売へ
その後、1989年9月から場外発売の締め切り時刻が本場と同じとなり、さらに1991年4月から在宅投票システムのうち、電話回線を使ったパソコン、ファミリーコンピュータなどを使う「PAT方式」の採用などの、投票システムの大幅な改善が進み、1994年1月より重賞ではない東西メイン競走について、当初はGI開催週、並びに第3場開催日を除いて相互発売の実施が行われるようになる。但し、第3場開催であっても、北海道（札幌・函館）での夏季開催については、これ以前からも例外的に全国で全競走発売が行われた。
1995年9月からは、第3場のメイン競走も相互発売の対象に加えられ、1998年10月からは相互発売の対象競走をGI級開催日を含め、全場各3競走（メイン競走からさかのぼって3つずつ=第11競走がメインであれば第9 - 11競走）に拡大された。
2001年から東西相互発売競走をこれまでのメインからさかのぼって3競走としていたのを、すべての特別・最終競走に拡大。2003年9月から、現在の全国全競走発売となった。

## 地方競馬
地方競馬では場外勝馬投票券発売所の販売形態が複雑な事情もあり、ダートグレード競走でも全国すべての発売所で発売されるとは限らないため、この用語が使われることはない。交流重賞や各地区の代表的な競走は原則全国発売となっているが、前述の通り「全国発売競走」ではなく「他場発売」という用語が主に使われる。

## 競輪の全国発売競走
競輪においては、全てのGP・GI・GII・GIIIの競走が全国発売される。

## 競艇の全国発売競走
競艇においては、全てのSG・新鋭王座決定戦競走（現在はヤングダービー競走が担う）・女子王座決定戦競走・名人戦競走・賞金女王決定戦が全国発売される。全国発売の対象となるGI競走は「プレミアムGI」と呼ばれることがある。

## オートレースの全国発売競走
オートレースにおいては、全てのSG・GIが全国発売される。